# Brachionidium condorense
Brachionidium condorense là một loài thực vật có hoa trong họ Lan. Loài này được L.Jost mô tả khoa học đầu tiên năm 2004.